# Sette giorni
Sette giorni è un film documentario del 2012 diretto da Ketty Riga e Giovanni Chironi.

## Trama
Il documentario ripercorre gli ultimi giorni di Eluana Englaro, la ragazza che il 18 gennaio 1992 all'età di 22 anni, tornando da una festa, fu coinvolta in un incidente stradale andando a sbattere con la propria automobile contro un palo della luce. Sette giorni racconta della vitalità e del coraggio di Eluana, mettendone in luce, grazie alla testimonianza diretta ed alle parole di chi la conosceva, la gioia, l'amore per la libertà e la vita.
Sviluppandosi la narrazione tocca la figura del primario di rianimazione dell'ospedale di Lecco, Riccardo Massei, che fu il primo medico a prestare assistenza ad Eluana. Massei imprigionato dai vincoli della burocrazia, della deontologia della sua professione e dei suoi doveri d'ufficio incarnerà nell'immaginario di molti la figura del medico costretto in qualche modo ad essere anche carnefice della sua paziente.
I registi attraverso le immagini rendono tributo anche all'emozione e alla commozione di chi, per doveri legati alla propria professione ha dovuto rivedere le proprie convinzioni sul tema della fine della vita. Il film tocca anche il tema della solitudine di Amato De Monte, il medico anestesista che ha ricoperto il ruolo del “liberatore” di Eluana.
Le immagini documentano inoltre le violente accuse (ad esempio boia od assassino) rivolte al padre di Eluana, Beppino, per la decisione di rispettare la volontà di Eluana e di sospenderne progressivamente l'alimentazione. Nel documentario trovano spazio anche le manifestazioni, fiaccolate e bottigliette d'acqua deposte all'esterno della clinica 'La Quiete', messe in atto da coloro che si opponevano alla scelta di Beppino Englaro chiedendo invece di non far 'soffrire la sete' ad Eluana.
Nel film non mancano i riferimenti ai tentativi posti in atto dall'esecutivo del tempo al fine di bloccare una sentenza già scritta dalla Corte d'Appello di Milano.
Il documentario contiene, tra le altre, interviste di:
- Amato De Monte: il medico anestesista che accompagnò Eluana fino alla morte staccando l'alimentazione artificiale.
- Riccardo Massei: il primario rianimatore che assistette la ragazza subito dopo l'incidente.
- Cinzia Gori: il capo dell'équipe infermieristica che si prese cura di Eluana durante l'ultimo ricovero.
- Franca Alessio: avvocato e curatrice speciale di Eluana Englaro.

## Produzione
Il film è stato pensato, scritto e prodotto nel giro di un anno di appassionato lavoro da parte di Ketty Riga (giornalista che per conto di Sky TG24 ebbe occasione di seguire la vicenda) e del regista Giovanni Chironi. Il documentario intende ricostruire in maniera puntuale e obbiettiva la vicenda di Eluana basandosi su numerose interviste alle persone che a vario titolo sono rimaste coinvolte nella drammatica vicenda di Eluana Englaro e fotografa l'Italia divisa sul tema del testamento biologico ma anche sul diritto del singolo individuo a scegliersi o rifiutare le cure. Le parole di chi è stato accanto ad Eluana, parenti, amici, medici raccontano con pudore e rispetto il suo ultimo viaggio.

## Distribuzione
Dopo una presentazione il giorno 19 novembre 2011, giornata nazionale sul testamento biologico, nel corso del convegno "Sulla mia vita scelgo io" indetto da 50 associazioni laiche riunite nel Coordinamento laico nazionale, il documentario è stato proiettato ufficialmente in anteprima il 23 maggio 2012 presso la Sala Consiliare del Municipio XI di Roma grazie alla collaborazione della Consulta Romana per la Laicità e della rivista MicroMega.